# Apogon sinus
Apogon sinus es una especie de pez de la familia de los apogónidos en el orden de los perciformes.

## Morfología
Los machos pueden llegar a alcanzar los 8,5 cm de longitud total.

## Distribución geográfica
Se encuentran en las Islas Marquesas.